# Cornualles
Cornualles (en inglés: Cornwallⓘ; en córnico: Kernowⓘ) es un condado situado en el extremo sudoeste de Inglaterra, con capital en Truro. Limita al oeste y norte con el mar Céltico, al este con Devon y al sur con el canal de la Mancha.

## Toponimia
Al condado se le conoce en español como Cornualles. El nombre en inglés es Cornwall pronunciado [ˈkɔːrnwɔːɫ, -wəl].

## Ubicación

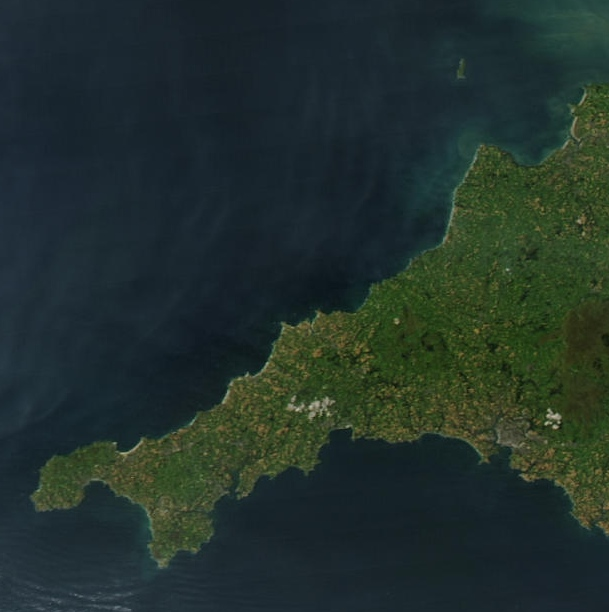
La península de Cornualles vista desde el espacio.

Sus costas, recortadas, son bañadas por el mar Céltico al norte y oeste y por el canal de la Mancha al sur, y culminan en la parte oeste, en el llamado en córnico Penn a Wlas y en inglés Land's End. Es el Fin de la Tierra, que equivaldría al "Finisterre" español (Fisterra gallego), al Finistère francés o al Oostende flamenco ('fin del este').
El también conocido como país del estaño está al oeste del condado de Devon, siendo el río Tamar su frontera. La carretera principal que la une con el resto del país es la A38, que cruza el Tamar en Plymouth en el puente del Tamar y la A30, que cruza la frontera sur de Launceston. Un ferry también une Plymouth con la ciudad de Torpoint, al otro lado del Hamoaze. Un puente ferroviario (puente Royal Albert), construido por Isambard Kingdom Brunel en 1859, completa la otra gran vía de transporte.
Para efectos del gobierno local, la mayor parte de Cornualles es un área de autoridad unitaria y las islas Sorlingas (Isles of Scilly) tienen una autoridad local única.
Cornualles es también un ducado perteneciente a la Corona británica que tiene asociado el título de Duque de Cornualles. En la actualidad al ducado pertenece el 2 % del territorio, lo mismo que otras extensiones en diferentes puntos de Gran Bretaña.
En la actualidad, este título es del príncipe de Gales, Guillermo (William) de Inglaterra, y de la duquesa Catalina de Gales.

## Política y lengua

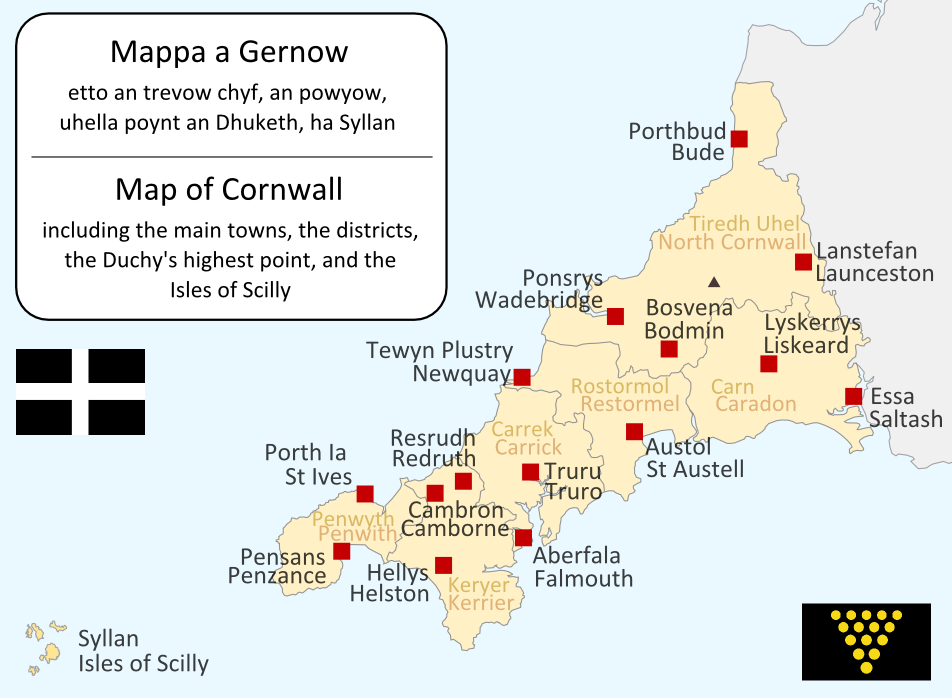
Toponimia de Cornualles, primero en córnico y luego en inglés. En la parte superior está representado el blasón principal del escudo córnico

Los nacionalistas córnicos están organizados en dos partidos políticos: Mebyon Kernow y el Cornish Nationalist Party. También hay un movimiento partidario de la autonomía, el cual recogió 50 000 firmas. Estos movimientos consideran que la región es, por sus raíces lingüísticas y culturales, una nación celta.
La lengua córnica está emparentada con el galés y el bretón, formando las tres el grupo britónico de lenguas celtas. El otro grupo es el goidélico, formado por el irlandés, el gaélico escocés y el manés. Fue lengua viva hasta 1777, siendo Dolly Pentreath la última persona bilingüe. La publicación de Handbook of the Cornish Language, de Henry Jenner, en 1904 provocó un interés por revivirla.
Pese a que no se ha hecho ningún censo al respecto, se supone que hay unas 2000 personas que hablan el idioma, aunque solo unas 100 lo hablan de forma fluida. Recientemente el gobierno británico la reconoció como idioma minoritario.
Algunos apellidos tienen los prefijos Tre, Pol, o Pen y, como dice un dicho local, 

## Historia
El nombre inglés moderno deriva del nombre tribal Cornovii y de la palabra anglosajona wealas. Cornovii es muy probable que signifique pueblo de la península. Wealas es también el origen del nombre Gales. En córnico es nombrado Kernow o Curnow, mientras que en latín medieval fue frecuente darle el nombre de Cornualia, y tal nombre latinizado incluso fue utilizado en castellano hasta inicios del siglo XX.

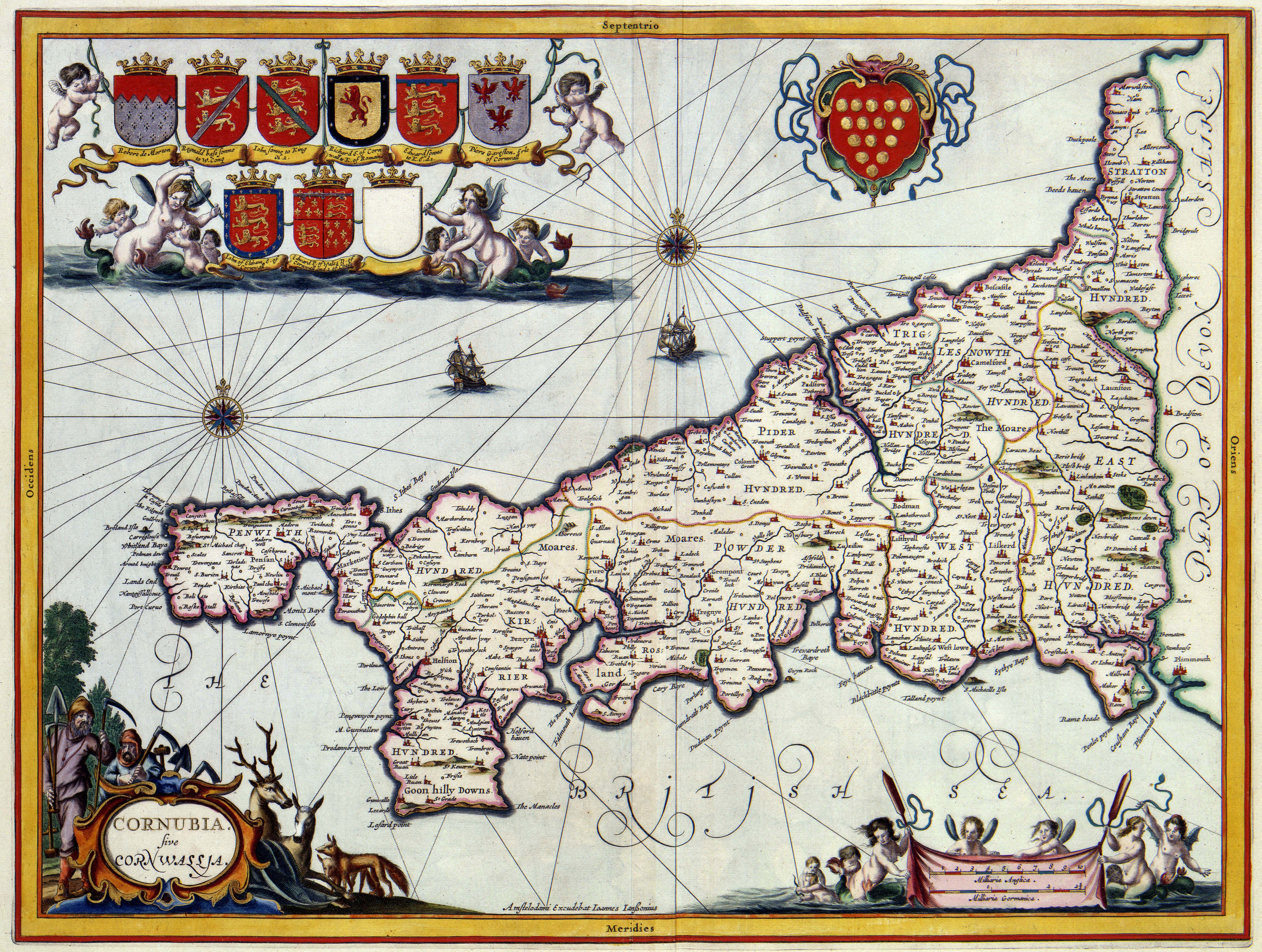
Mapa de Cornualles del

Cornualles fue la principal fuente de abastecimiento de estaño para las civilizaciones del antiguo Mediterráneo, siendo conocidas las islas Sorlingas con el nombre de Casitérides (casiterita), y en la Antigüedad los córnicos fueron considerados los mayores mineros del mundo. Cuando las reservas de estaño se agotaron, emigraron a lugares como América (Estados Unidos y países latinoamericanos con las mayores comunidades británicas como México, adonde llevaron la lucha libre, el fútbol, los pastes y revivieron la minería), Australia, Nueva Zelanda y Sudáfrica. Muchas palabras córnicas relacionadas con la minería pasaron al inglés, como costean, gunnies y vug.
Desde el declive de la minería, la agricultura y la pesca, la economía viene decantándose por el turismo, gracias a sus atractivas costas. Con todo, su economía está deprimida.

## Cultura

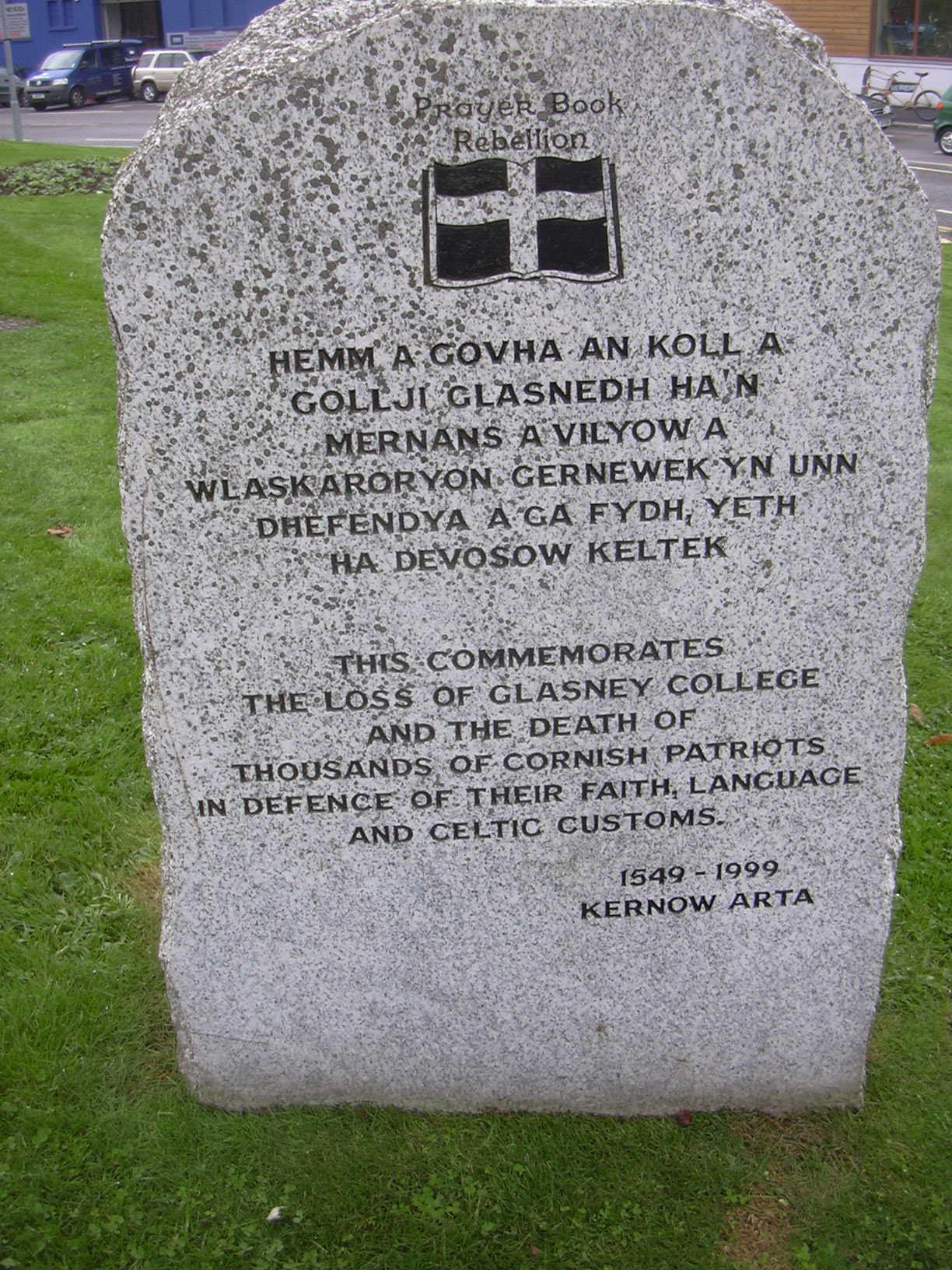
Placa conmemorativa de la rebelión del libro de las oraciones en Penryn.

La cultura de Cornualles es probablemente la más singular de todo el suroeste de la isla de Gran Bretaña al ser proveniente de la cultura celta, por lo cual Cornualles es considerada como una de las seis Naciones celtas, junto con Gales, Escocia, Irlanda, Bretaña e Isla de Man. Cornualles tiene ciertas costumbres y tradiciones que no se encuentran en otras regiones de Inglaterra. Después de unos años de declive, la cultura y el lenguaje córnico se han fortalecido y expandido por varios grupos de personas.
El principal exponente de la cultura córnica es su lengua, proveniente de las lenguas celtas, relacionada con el galés y el bretón. La literatura también es importante en la cultura córnica, destacando los textos escritos en córnico, y los escritores y poetas destacados nacidos en el condado, sobre todo William Golding, nacido en St. Columb Minor y que pasó los últimos años de su vida en los alrededores de Truro, el poeta John Betjeman y Silas Hocking, entre otros.
La bandera de Cornualles, así como el escudo del ducado de Cornualles, son considerados los símbolos más representativos del condado, por lo que los colores negro, blanco y oro son los representativos.
La chova piquirroja suele ser un referente a Cornualles, llamada en córnico palores y en inglés chough, y a veces en la literatura el "espíritu de Cornualles". Además, a los córnicos se les denominó en un tiempo choughs, en referencia a este animal.

## En la literatura
En el condado se desarrolla La posada de Jamaica, de Daphne du Maurier, llevada al cine por Alfred Hitchcock con el mismo título; también The Siege of Trencher's Farm, de Gordon Williams, llevada al cine por Sam Peckinpah con el título de Perros de paja.

## Bandera

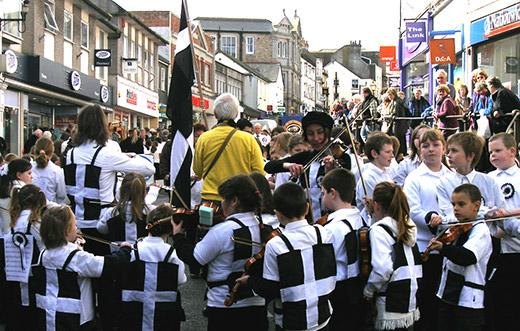
Celebración del día de San Piran.

Hay discusiones sobre quién es el patrón de Cornualles: San Miguel, San Petroc o San Piran. Este último es el más popular. Su emblema, una cruz blanca sobre campo negro, es reconocida como la bandera de Cornualles. Su día, el 5 de marzo, es celebrado por los córnicos de todo el mundo.

## Clima
Su clima es fuertemente oceánico, lo que hace tenga una alta humedad atmosférica y frecuentes lluvias y neblinas.
Sin embargo, pueden distinguirse tres sectores:
- El central, que está compuesto por una zona relativamente elevada con páramos (moors).
- El de la costa septentrional se distingue por contar con un clima relativamente frío, similar al de Gales y al de la mayor parte de Inglaterra.
- El de la costa suroeste es el más característico, pues el influjo de la corriente del Golfo produce un microclima con la temperatura media más elevada de las islas británicas. Existe una playa que por sus temperaturas y flora es llamada "La Riviera de Gran Bretaña". A este sector pertenece el archipiélago de las Sorlingas.

| Parámetros climáticos promedio de Truro, Cornualles (Inglaterra) | Parámetros climáticos promedio de Truro, Cornualles (Inglaterra) | Parámetros climáticos promedio de Truro, Cornualles (Inglaterra) | Parámetros climáticos promedio de Truro, Cornualles (Inglaterra) | Parámetros climáticos promedio de Truro, Cornualles (Inglaterra) | Parámetros climáticos promedio de Truro, Cornualles (Inglaterra) | Parámetros climáticos promedio de Truro, Cornualles (Inglaterra) | Parámetros climáticos promedio de Truro, Cornualles (Inglaterra) | Parámetros climáticos promedio de Truro, Cornualles (Inglaterra) | Parámetros climáticos promedio de Truro, Cornualles (Inglaterra) | Parámetros climáticos promedio de Truro, Cornualles (Inglaterra) | Parámetros climáticos promedio de Truro, Cornualles (Inglaterra) | Parámetros climáticos promedio de Truro, Cornualles (Inglaterra) | Parámetros climáticos promedio de Truro, Cornualles (Inglaterra) |
| Mes                                                              | Ene.                                                             | Feb.                                                             | Mar.                                                             | Abr.                                                             | May.                                                             | Jun.                                                             | Jul.                                                             | Ago.                                                             | Sep.                                                             | Oct.                                                             | Nov.                                                             | Dic.                                                             | Anual                                                            |
| ---------------------------------------------------------------- | ---------------------------------------------------------------- | ---------------------------------------------------------------- | ---------------------------------------------------------------- | ---------------------------------------------------------------- | ---------------------------------------------------------------- | ---------------------------------------------------------------- | ---------------------------------------------------------------- | ---------------------------------------------------------------- | ---------------------------------------------------------------- | ---------------------------------------------------------------- | ---------------------------------------------------------------- | ---------------------------------------------------------------- | ---------------------------------------------------------------- |
| Temp. máx. media (°C)                                            | 8                                                                | 8                                                                | 10                                                               | 12                                                               | 15                                                               | 17                                                               | 19                                                               | 19                                                               | 17                                                               | 14                                                               | 11                                                               | 9                                                                | 13.3                                                             |
| Temp. mín. media (°C)                                            | 5                                                                | 4                                                                | 5                                                                | 6                                                                | 8                                                                | 11                                                               | 13                                                               | 14                                                               | 12                                                               | 10                                                               | 7                                                                | 6                                                                | 8.4                                                              |
| Precipitación total (mm)                                         | 81                                                               | 63                                                               | 49                                                               | 54                                                               | 40                                                               | 47                                                               | 48                                                               | 51                                                               | 57                                                               | 87                                                               | 87                                                               | 78                                                               | 742                                                              |
| Fuente: Foreca                                                   |                                                                  |                                                                  |                                                                  |                                                                  |                                                                  |                                                                  |                                                                  |                                                                  |                                                                  |                                                                  |                                                                  |                                                                  |                                                                  |